# (6985) 1994 UF2
(6985) 1994 UF2 (1994 UF2, 1990 SR28, 1992 EF25) — астероїд головного поясу, відкритий 31 жовтня 1994 року.
Тіссеранів параметр щодо Юпітера — 3,502.